# Yach Film 2019
27. Festiwal Polskich Wideoklipów Yach Film 2019 – festiwal odbył się w dniach 19-22 czerwca 2019 roku. Gala rozdania nagród odbyła się w łódzkim klubie DOM. Do konkursu zgłoszono 285 teledysków. W skład jury weszli Arek Nowakowski, Krzysztof Ostrowski, Małgorzata Potocka oraz Mariusz Wilczyński.

## Laureaci i nominowani
Opracowano na podstawie materiału źródłowego

### Animacja
- Pokahontaz ft. Kaliber 44 – 404 (Aleksander „Kopruch” Kozłowski)
  - Kapela Wolne Obroty – Kujawiak (Animacja „Klatka” – Magdalena Marchocka)
  - drób – New Adventure (Tomasz Wlaźlak)
  - Dr Slacke & The Palpitations – Seán Lámh (Kasia Zimnoch & Paweł Kleszczewski)
  - Nosowska ft. Miuosh – Joystick (Tomasz Kuczma, Bartosz Lis, Mikołaj Kula)

### Reżyseria
- Dawid Podsiadło – Trofea (Daniel Jaroszek)
  - Taconafide – Kryptowaluty (Piotr Matejkowski)
  - Albo inaczej 2 – Igo– Mówią Mi (Patrycja Polkowska)
  - Męskie Granie Orkiestra – Początek (Tadeusz Śliwa)
  - Hengelo – Chłód (Michał Jagiełło)

### Scenariusz
- Daria Zawiałow – Szarówka (Dorota Piskor, Tomek Ślesicki)
  - Syny – Nag Champa (Sebastian Pańczyk)
  - Bitamina/Dawid Podsiadło – Nikt (Filip Bartczak)
  - Ten Typ Mes ft. Justyna Święs – Odporność (Krzysztof Grajper)
  - The Dumplings – Raj (Jakub Zielecki, Piotr Matejkowski)

### Plastyczna Aranżacja Przestrzeni
- Dawid Podsiadło – Trofea (Anna Szczesny)
  - Blauka – Fantazmat (Natalia Mleczak)
  - Julian Uhu – Aha (Agata Witczak)
  - Jan – rapowanie & NOCNY – Zaczekaj przed drzwiami (Iga Koclęga)
  - Paula i Karol – Check me out (Aleksander Skweres)

### Montaż
- Syny – Nag Champa (Wojtek Włodarski)
  - Paweł Domagała – Weź nie pytaj (Paweł Łukomski)
  - Pezet – Piroman (Tomasz Bochniak)
  - NOŻE – Złe wychowanie (Ola Gowin)
  - Glątwa – Push the pill (Dawid Chrąchol)

### Zdjęcia
- Bitamina/Dawid Podsiadło – Nikt (Piotr Uznanski)
  - Męskie Granie Orkiestra – Początek (Kajetan Plis)
  - Klementyna Umer – Nie poznaję siebie (Tomasz Gajewski)
  - ŻNIWIARZ / THE REAPER (Bartosz Łukasiuk)
  - Tomasz Mreńca – Canada (Max Bugajak)

### Kreacja Aktorska
- Skorup & JazBrothers ft. Masia – Nie mieli farta (Dominika Majewska i Dariusz Galilejczyk)
  - Noże – Złe Wychowanie (Hanna Koczewska)
  - Kroki – Balon (Jacek Beler)
  - Bitamina/Dawid Podsiadło – Nikt (Ñiñi Soselia)
  - Hans Solo – Ego-tyka (Hans)

### Yach Publiczności
- Klementyna Umer – Nie poznaję siebie

### Drewniany Yach
- Męskie Granie Orkiestra – Początek (Tadeusz Śliwa)

### Grand Prix
- Syny – Nag Champa (Sebastian Pańczyk)